# Proasellus remyi
Proasellus remyi és una espècie de crustaci isòpode pertanyent a la família dels asèl·lids.

## Subespècies
- Proasellus remyi acutangulatus (Karaman, 1953)
- Proasellus remyi nudus (Karaman, 1953)[4][6]

## Hàbitat
Viu a l'aigua dolça.

## Distribució geogràfica
Es troba a Europa: el llac d'Okhrida (Albània i Macedònia del Nord).